# 김세훈 (기업인)
김세훈 (Winston Saehoon Kim) BCC글로벌 부회장(Vice President), 한국 대표 및 법인장(法人長)은 前 다우존스(Dow Jones), 월스트리트저널 (Wall Street Journal) 한국 지사장, 아시아 최고실적 피너클어워드 2회 수상, 국군 정보사령부 해외정보수집, 외신통번역연구원 등 경력을 갖고 있다. BCC글로벌은 중국 기업·산업 리서치 전문 컨설팅 그룹이며, 주 고객은 포춘 500 기업이다. 국내에서는 주로 재벌 대기업들이 클라이언트이다. BCC는 지난 2008년, 중국계 미국인, 대만계 미국인으로 구성된 3명의 아이비리그 출신 창업멤버에 의해 출범되어 현재 그의 상사인 아시아계 미국인 차오 장과 대만계 미국인 테드 린 총 2명이 공동 회장을 역임하고 있다. 회장 임원진은 모두 하버드 대학교 경영대학원과 스탠퍼드 대학교 동문이다. 김 부회장은 회장 2명을 보좌하며 상하이, 뉴욕, 베이징, 서울, 인도 등 세계 각국 9개 도시에 현지 BCC법인을 운영하고 있다. 대한민국의 사단법인 자본시장연구회 부회장이기도 하다.